# Casa de máquinas

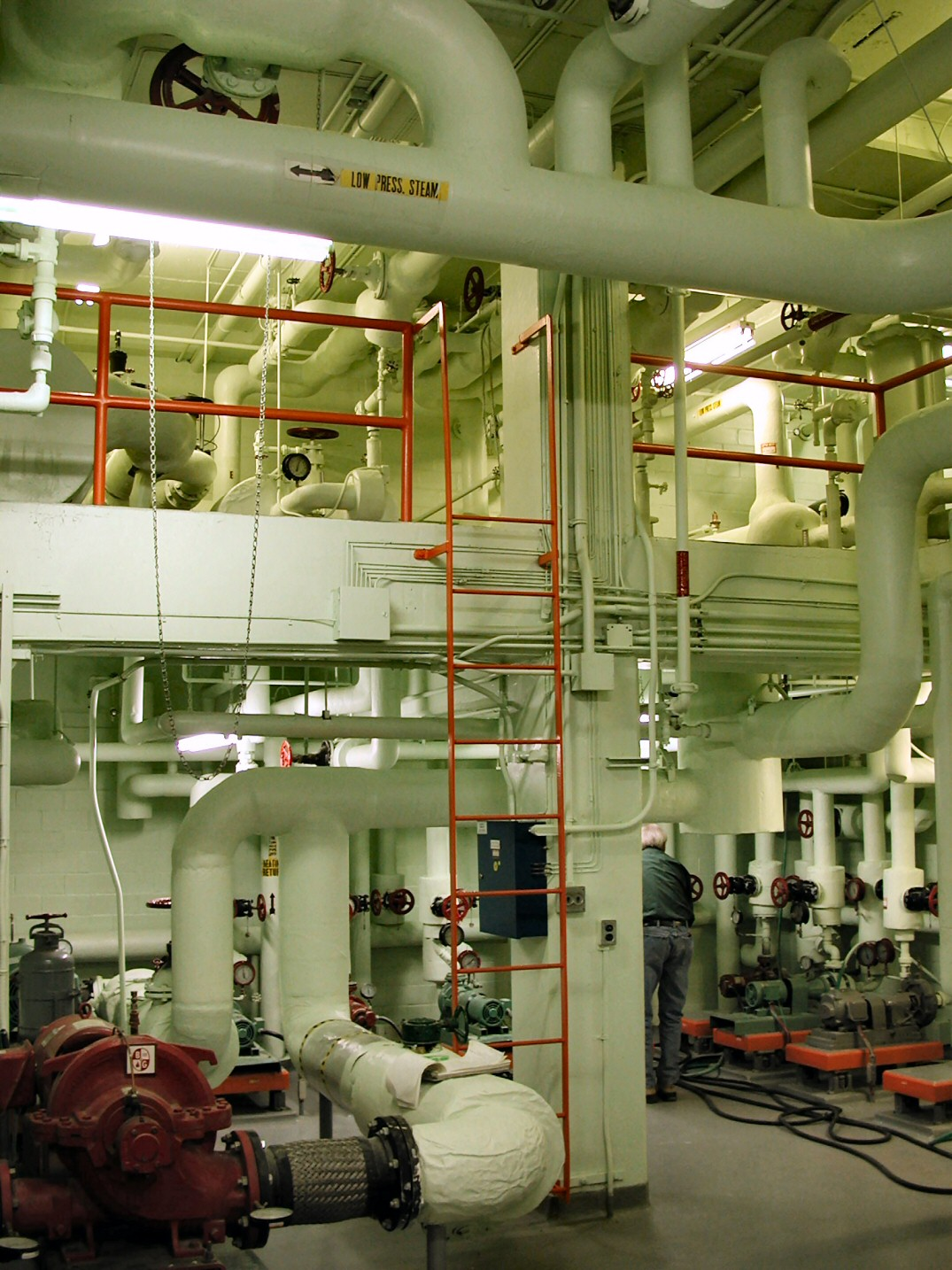
Sala de máquinas.

Casa de máquinas é nome dado ao compartimento do edifício destinado à colocação da máquina de tração, quadro de comando, painel seletor, limitador de velocidade, e de outros componentes da instalação do elevador.
Em náutica, a casa da máquina é o compartimento do casco de um navio onde são instalados o motor principal e os auxiliares e todos os comandos para o seu funcionamento.
O termo "casa de máquinas" também se aplica à maioria dos compartimentos isolados do acesso ao público em geral. Estes mesmos compartimentos quase sempre são protegidos com grades (e sinalizados), e acomodam bombas, painéis elétricos, geradores, compressores, insufladores, centrais de ar condicionado, motores elétricos, sistemas de combate a incêndio (dentre outros equipamentos).

## Norma brasileira para casas de máquinas de elevadores
Como norma padrão, a casa de máquinas, na maioria das vezes, quase sempre é posicionada na parte superior do edifício (terraço), preferencialmente sobre a caixa do elevador. Quando, porém, ela tiver que ser instalada em outro local (por exemplo, na parte inferior do edifício, ao lado da caixa), obrigatoriamente deverá ser construída, sobre a caixa, uma casa de polias.
No Brasil, a ABNT (Associação Brasileira de Normas Técnicas) publicou uma norma específica sobre o assunto: Norma NBR–7192 (que foi substituída posteriormente pela Norma NBR NM–207, do Mercosul). Esta mesma norma estabelece determinadas condições e exigências que deverão ser obrigatoriamente atendidas para a casa de máquinas. As principais (e mais importantes) são as seguintes:
a) Deve ser destinada única e exclusivamente aos equipamentos e aos componentes necessários (e/ou indispensáveis) ao funcionamento do elevador;
b) Não pode (e não deve) servir de passagem de qualquer espécie para outras partes ou áreas do edifício, nem como acesso entre pavimentos ou dependências, sendo, ainda, terminantemente proibido o seu uso como depósito, ou para a guarda de materiais ou objetos que não pertençam ao elevador (ou que não contribuam para o seu funcionamento);
c) Deve ser projetada com resistência apropriada o suficiente para suportar todas as cargas, pesos, pressões, e esforços a que será naturalmente submetida (ver mais detalhes neste sentido com o construtor do edifício);
d) O piso, as paredes, e o teto deverão ser construídos obrigatoriamente de material incombustível, devendo o piso ter acabamento antiderrapante e o teto ser isolado termicamente;
e) Deve ter o seu livre acesso garantido por escada fixa de material incombustível, cuja largura terá que ser igual ou maior que a da sua porta de entrada; a escada não pode formar ângulo superior a 60° com a horizontal, devendo, ainda, ser provida de corrimão de segurança nos lados abertos (caso os tenha);
f) Sua porta de entrada deve ser feita de material incombustível (corta–fogo), além de ser dotada de fechadura que possibilite trancamento (com chaves, cadeados, trincos, e outros dispositivos de travamento) pelo lado de fora e livre abertura pelo lado de dentro;
g) Para vencer desníveis de até 1,20 m de profundidade, permite-se o uso de escada fixa na parede (do tipo marinheiro);
h) Deve receber ventilação natural cruzada (ou mesmo ventilação mecânica), a fim de que a sua temperatura ambiente se mantenha inferior a 40° C; a ventilação deve ser projetada de tal forma que não permita, sobre o equipamento instalado, a entrada de pó, poeira, gases nocivos, água de chuva, umidade, ou ar de exaustão proveniente de outras partes do edifício;
i) A iluminação deve ter fonte independente das máquinas e dos demais equipamentos do elevador, não podendo ser menor que 200 lx (lux) ao nível do piso;
j) Quando a destinação de uso do edifício exigir, a casa de máquinas deve ser construída (ou dotada de isolamento acústico adequado) de modo que possa absorver, reduzir, ou minimizar os ruídos provenientes do funcionamento do elevador;
l) Deve haver, no mínimo, 2 tomadas independentes de 600 W;
m) Deve ser obrigatoriamente dotada de luz de emergência através de circuito automático e independente, com autonomia mínima de 1 hora para proporcionar iluminação de, pelo menos, 10 lx (lux) sobre a máquina de tração.
Para possibilitar a entrada das máquinas e equipamentos do elevador, pode ser preciso construir, em certos casos, um alçapão de acesso no piso com dimensões iguais ou superiores a 1,60 x 1,10 m. A tampa deste mesmo alçapão, quando estiver fechada, deverá suportar uma carga de, no mínimo, 2.000 N/m². Sobre cada alçapão (e também sobre cada máquina) deverá ser instalado no teto da casa das máquinas, um gancho ou suporte apropriado à fixação de talhas ou ferramentas a serem utilizadas nas fases de montagem e/ou manutenção. Estes mesmos ganchos (ou suportes) devem ser obrigatoriamente feitos de material inquebrável e anti–corrosivo, com resistência o suficiente para suportar o peso das máquinas e equipamentos do elevador, caso haja necessidade de que precisem ser içados até a casa de máquinas (ver mais detalhes neste sentido com o construtor do edifício).
Além destas condições, a Norma NBR NM–207 ainda estabelece que a máquina de tração do elevador deve ser obrigatoriamente instalada sobre suportes (pés) de borracha (ou sobre dispositivos amortecedores apropriados), para poder minimizar as vibrações transmitidas à estrutura do edifício durante o seu funcionamento. Esta mesma exigência também é necessária para a instalação de motogerador (caso o acionamento utilizado pelo elevador seja o CCMG – Corrente Contínua de Motogerador).
A dimensão da casa de máquinas varia de um prédio para outro, em função dos equipamentos instalados. Sua área será sempre maior que a área da caixa.
(para maiores detalhes, consulte a Norma NBR NM–207 ou acesse a página da ABNT)